# Silberman
Silberman ist ein Familienname.

## Herkunft und Bedeutung
Der Name ist eine Schreibvariante des deutschen Namens Silbermann in anderen Sprachen, vor allem als Anglisierung in Nordamerika.

## Varianten
- Silbermann, Silverman, Zilberman, Zylberman,  Zilbermann

## Namensträger
- Benjamin Silberman, Geburtsname von Ben Silvey (1894–1948), US-amerikanischer Regieassistent
- Charles E. Silberman, US-amerikanischer Schriftsteller
- Curt Silberman (1908–2002), deutschamerikanischer Jurist
- Laurence H. Silberman (1935–2022), US-amerikanischer Jurist
- Lena Küchler-Silberman (1910–1987), polnische Akteurin des Jüdischen Widerstands gegen den Nationalsozialismus in Polen
- Marc Silberman (* 1948), US-amerikanischer Literaturwissenschaftler
- Neil Asher Silberman (* 1950), US-amerikanischer Archäologe und Historiker
- Rosalie Silberman Abella (* 1946), kanadische Juristin und Richterin
- Serge Silberman (1917–2003), französischer Filmproduzent